# 新世紀2003ウルトラマン伝説 THE KING'S JUBILEE
『新世紀2003 ウルトラマン伝説 THE KING'S JUBILEE』（しんせいきにせんさん ウルトラマンでんせつ ザ キングズ ジュビリー）は、2003年製作の短編映画である。松竹配給、2003年8月2日公開。同時上映は『ウルトラマンコスモスVSウルトラマンジャスティス THE FINAL BATTLE』。
前作『新世紀ウルトラマン伝説』の「ウルトラマンエクササイズ」が好評であったことを受け、当時はまだ斬新だったストリートダンスによる「ダンスバトル」を題材に構成された。エクササイズ制作は前作に続き、後の「カラフィットエクササイズ」考案、パリコレなどで活躍のファッションブランド「HIPPY SAMURAI」のクリエイティブファッションデザイナー、三代目レッカザンのSINH（周防 進之介）が担当している。

## あらすじ
ウルトラマンキングの30万歳の誕生日を祝いダンスパーティーが開催された。ウルトラ戦士や怪獣たちが集まるなか、ダンスユニット「ウルトラファンクジャム」の華麗なダンスが繰り広げられる。
ダンスパーティーの最後にはウルトラマンキングに誕生日プレゼントとしてウルトラマントが贈られた。
怪獣の中に同じ円谷作品の『快獣ブースカ』より、ブースカとチャメゴンも参加している。

## スタッフ
- 監督 - 鈴木清
- 製作総指揮 - 円谷一夫
- 製作 - 圓谷昌弘、迫本淳一、東聡、川城和実、近藤邦勝、門川博美、阿部敬悦、千葉和治、中川和昭
- 脚本 - 鈴木新
- 音楽 - 矢野立美、周防進（進之介/SINH）
- 撮影 - 大岡新一
- 美術 - 大澤哲三
- 編集 - 板垣恵一、福永大輔
- 振り付け - 周防進（進之介/SINH）、疋田眞規
- DJ - マッスル力也
- 歌：烈火斬
- 新世紀2003ウルトラマン伝説製作委員会（円谷プロダクション・バンダイ・バンダイビジュアル・TBS・毎日放送・講談社・小学館・セイカ・松竹）

## 登場キャラクター

### ウルトラマンチーム
- ウルトラマンキング - 岡野弘之
- ウルトラマン - 金光大輔
- ゾフィー - 外島孝一
- ウルトラセブン - 永田朋裕
- ウルトラマンジャック - 岩崎賢太郎
- ウルトラマンA - 清水誠二
- ウルトラマンタロウ - 小澤邦英
- ウルトラの父 - 安藤道泰
- ウルトラの母 - 酒井亜美
- ウルトラマンレオ - 岩崎晋弥
- アストラ - 堺敏幸
- ウルトラマンジョーニアス - 足木淳一郎
- ウルトラマン80 - 川本直弘
- ユリアン - 福岡まどか
- ウルトラマンスコット - 平間大輔
- ウルトラウーマンベス - 櫻井こよみ
- ウルトラマンチャック - 田辺信彦
- ウルトラマングレート - 井口基水
- ウルトラマンパワード - 桑原義樹
- ウルトラマンゼアス - 釜下和之
- ウルトラマンティガ・マルチタイプ - 国本司
- ウルトラマンダイナ・フラッシュタイプ - 山田大幹
- ウルトラマンガイアV2 - 吉田真生
- ウルトラマンアグルV2 - 山本諭
- ウルトラマンナイス - 相馬絢也
- ウルトラマンネオス - 後藤公治
- ウルトラセブン21 - 福田和明
- ウルトラマンコスモス・ルナモード - 寺井大介
- ウルトラマンジャスティス・スタンダードモード - 岩田栄慶（ ※岩田英慶と誤植クレジット）、萩野英範

### 怪獣チーム
- コイン怪獣 カネゴン - 古池啓一
- 誘拐怪人 ケムール人 - 岩崎建朗
- 宇宙怪獣 ベムラー - なかの☆陽
- 宇宙忍者 バルタン星人 - 車古光一
- 脳波怪獣 ギャンゴ - 川内康全
- 宇宙忍者 バルタン星人(二代目) - 門原悠太
- 凶悪星人 ザラブ星人 - 萩野眞
- 棲星怪獣 ジャミラ - 橋本聡
- 深海怪獣 グビラ
- 彗星怪獣 ドラコ - 近藤文吾
- 冷凍怪獣 ギガス - 塚野浩嘉
- 三面怪人 ダダ - 山上亮
- 悪質宇宙人 メフィラス星人 - 水上貢一
- 亡霊怪獣 シーボーズ - 小林浩一
- 宇宙恐竜 ゼットン - 原彰孝
- カプセル怪獣 ミクラス
- カプセル怪獣 ウインダム - 橋口早人
- 宇宙怪獣 エレキング - 谷山佳孝
- 変身怪人 ピット星人 - 小澤智久
- 反重力宇宙人 ゴドラ星人 - 木村耕平
- 放浪宇宙人 ペガッサ星人 - 西村郎
- 幻覚宇宙人 メトロン星人 - 桧山智幸
- 異次元宇宙人 イカルス星人 - 秋廣泰生
- 宇宙スパイ プロテ星人 - 二宮剛
- 集団宇宙人 フック星人 - 上西尚宏、国分浩一
- 幽霊怪人 ゴース星人 - 武藤浩二
- 地底怪獣 グドン - 岩城通真
- 岩石怪獣 サドラ - 吉田伊久磨
- 雪女怪獣 スノーゴン - 河野大輔
- 宇宙昆虫 サタンビートル - 根林芳充
- サーベル暴君 マグマ星人
- ファイティングベム メカバルタン - 小野浩一郎
- 快獣ブースカ - 竹内直子
- 宇宙快獣 チャメゴン - 遠藤智美
- 慢性ガス過多症宇宙人 ベンゼン星人 - 横尾和則
- 妖艶宇宙女王 レディベンゼン星人 - 高津房代
- 剛力戦士 ダーラム - 藤瀬裕幸
- 俊敏戦士 ヒュドラ - 黒崎真司
- 愛憎戦士 カミーラ - 太田智美
- 猛毒宇宙人 ザゴン星人 - 鈴木洋一
- 宇宙忍者 バルタン星人(ベージカルバージョン) - 福島弘之
- ネオバルタン - 松元文彦
- チャイルドバルタン
- 童心妖怪 ヤマワラワ
- 伝説悪鬼 マハゲノム - 遠藤一平
- 浄化宇宙人 キュリア星人 - 福家浩美
- 甲殻怪獣 アルケラ - 根本史彦
- 河童 かわのじ - 下岡聡吉
- パートナー怪獣 ザゲル - 本田博之
- 共生宇宙生命体 ギラッガス - 平川和成
- カオスヘッダー殲滅兵器 ヘルズキング改 - 原昇
- 宇宙戦闘ロボット ウルトラマンシャドー - 田畑幸路

### ウルトラファンクジャム
- ダイナ・ロックステディ - 国弘将介

ロックダンスが得意のオールラウンドアンスヒーロー。
- ガイア・エレクトリック - 関英智

オールドスクールヒップホップが得意のダンスヒーロー。
- B-BOY・ゼアスJr. - 大山智広

ゼアスの息子。ヒップホップ好き。
- コスモス・エアー - 木綿太平

フリースタイルダンスが得意のダンスヒーロー。
- 80・スーパークール - 篠塚敦史

ハウスダンスフロアーからスタンドまでこなせるダンスヒーロー。
- アグル・ブギーダウン - 鈴木浩之、谷川佳史

フリースタイルの攻撃的なダンスヒーロー。
- ティガ・スピニング - 谷和真

ニュースクールヒップホップが得意のダンスヒーロー。
- エース・ギャラクシーステップ - 高浜大輔

ハウスステップが得意のダンスヒーロー。
- セブン・シャッフル - 小橋一輝

ハウスダンスが得意のダンスヒーロー。
- ゼアス・ファンキーグループ - 松野猛

幅広いダンス大好きなヒーロー。
- ジャスティスポインター - 木村高将

ヒップホップが得意のダンスヒーロー。

### 怪獣ダンサー
- バルタン・ビッグツイスター - 伊勢大行

フリースタイル系星人ダンサー。
- ピット・フラッシュ - 戸田俊作

ロックダンスが得意のオールド・スクール系星人ダンサー。
- イザク・ワイルドスタイル - 岡廣紀

ヒップホップが得意なダンス怪獣。
- マグマ・フリーズX - 村田正裕

エアートラックスやウィンオミルが得意のダンス星人。
- ダダ・セクシー - 神田涼

セクシージャズが得意のダンス星人。
- レディベンゼン・ヒプノティック - 石川智子

幅広いダンスをこなせるダンス星人。
- ゴドラ・ポッピング - 鈴木大道

ヒップホップとロックダンスが得意のダンス星人。
- ボンバーヘッド・ガンQ - 清水輝貴

ヒップホップが得意のダンス怪獣。
- デバン・フロアークラウン - 山本将之

ニュースクールとヒップホップが得意のピエロ系ダンス怪獣。
- カオスヘッダー・グランドマスター - 高田直幸

ブレイクダンスが得意の帝王。
- B-G-RLレディベンゼン・ドーター - 富井加南子

ベンゼン夫妻の娘。ダンス大好きのダンス星人。ゼアスJr.と仲良し。
- Zカプセル光獣 ミラクロン - 鈴木理香子

## DVD
映像特典として「ウルトラマンエクササイズ」の踊り方を解説した「ウルトラダンス・レッスン」が収録されている。2004年に発売された。